# Ma Dai (poète)
Pour les articles homonymes, voir Ma Dai.
Ma Dai (v. 799-869) (chinois : 马戴 ; chinois traditionnel : 馬戴 ; pinyin : Mǎ Dài ; Wade : Ma Tai) est un fonctionnaire et un poète chinois de la dynastie Tang, avec le prénom de courtoisie Yuchen (虞臣). Il occupe quelques fonctions dans l’administration. Il termine sa carrière comme docteur à l’Académie impériale. Il meurt en 869.

## Biographie
Ma Dai — dont la date de naissance est inconnue — est originaire du comté de Quyang, dans la région de Dingzhou (aujourd’hui Hebei). Il échoue à plusieurs reprises aux examens impériaux, restant bloqué dans les salles d’examen pendant environ 30 ans. Il voyage partout, allant au sud des rives du Xianjiang, au nord dans la région de Youyan, à l’ouest jusqu’à Yilong, et demeure longtemps à Chang'an ainsi que dans la région du Guanzhong. Il réside un temps sur le mont Hua, une des cinq montagnes sacrées chinoises, explorant les frontières.
En 844, il réussit à obtenir le diplôme de jinshi au même moment que d’autres figures comme Xiang Si, Zhao Ga, et Zheng Yan .
En 847, il est nommé secrétaire principal au gouvernement militaire de Taiyuan. Mais, en raison de sa franchise et après avoir été accusé de manquer de principes, il est révoqué de ses fonctions et rétrogradé au poste de gouverneur de Longyang (actuel Hanshou, Hunan) avant d’obtenir une amnistie et de revenir à la capitale. À la fin de l’ère Xiantong, il sert dans l’administration militaire de Datong (大同) où il échange des poèmes avec Jia Dao et Xu Tang.
En 867, il est promu érudit à l’Académie impériale et au ministère des Cérémonies.
Deux ans plus tard, il meurt alors qu’il est toujours en poste. Il a environ soixante-dix ans.
Ma Dai est habile en poésie et échange de nombreux poèmes avec des poètes célèbres tels que Yin Yaofan, Xue Neng, Gu Feixiong et autres. Il est également ami avec Yao He et Jia Dao avec lesquels il compose et échange fréquemment.

## Poésie et prose
Ma Dai excelle dans la poésie et la prose. Ses poèmes sont raffinés et lumineux, remplis de réflexion subtile. Ce sont principalement des poèmes en cinq vers exprimant ses sentiments de voyageur, les regrets de l’échec ou sa retraite dans les montagnes. Le style poétique de Ma Dai est majestueux, plein de réflexion et riche en résonance et d’une grande musicalité.

### Œuvres principales
- Recueil de poèmes des jinshi de l’époque Huichang (会昌进士诗集) : en un volume.
- Suppléments (补遗)  en un volume.

### Autres sources
Dans Poèmes complets de la dynastie Tang (全唐诗), cent soixante-douze de ses poèmes sont répertoriés, répartis sur 2 volumes (volumes 555 et 556).

### Poème

#### Séjour au bord de la rivière Ba en automne(灞上秋居)
| Chinois 灞原風雨定， 晚見雁行頻。 落葉他鄉樹， 寒燈獨夜人。 | Traduction libre La pluie et le vent s’apaisent sur la plaine de la Ba, Au crépuscule, je vois souvent les oies sauvages. Tombent les feuilles sous les arbres en pays étranger, Sous une lampe froide, je suis seul dans la nuit. |
| 空園白露滴， 孤壁野僧鄰。 寄臥郊扉久， 何門致此身           | Dans le jardin désert, des gouttes de rosée blanches, De l’autre côté du mur délaissé, un moine proche voisin. Je suis resté trop longtemps à la porte du village, Par quel chemin mon existence peut-elle trouver la paix ?       |